# 奧洛伊河
66°00′00″N 160°45′00″E / 66.00000°N 160.75000°E
奧洛伊河是俄羅斯的河流，屬於奧莫隆河的右支流，由楚科奇自治区負責管轄，河道全長471公里，流域面積23,100平方公里，發源自科雷馬山脈，河水主要來自雨水和融雪，每年十月至翌年五月結冰。